# Elezioni generali in Bolivia del 2020
Le elezioni generali in Bolivia del 2020 si tennero il 18 ottobre per l'elezione del Presidente e il rinnovo dell'Assemblea legislativa plurinazionale (Camera dei deputati e Senato); inizialmente previste per il 3 maggio, furono rinviate a causa della pandemia di COVID-19.

## Contesto storico
Le consultazioni sono state indette in conseguenza delle proteste di piazza che, nel novembre 2019, avevano determinato la caduta di Evo Morales, uscito vincitore alle elezioni presidenziali. L'esito elettorale era stato contestato dalle opposizioni, in ragione dei brogli che sarebbero stati commessi nel corso dello spoglio; la commissione di tali brogli non fu però definitivamente accertata, mentre varie organizzazioni indipendenti si erano espresse per la regolarità delle elezioni.
Secondo la Costituzione vigente, tuttavia, Morales non avrebbe potuto candidarsi per un quarto mandato consecutivo, ma aveva ottenuto il via libera alla ricandidatura in seguito ad una controversa decisione del Tribunale Supremo Elettorale.
Alle proteste hanno fatto seguito l'ammutinamento di reparti della polizia e le pressioni dei militari, costringendo Morales all'esilio. Successivamente, la rappresentante delle opposizioni di centro-destra, Jeanine Áñez, è stata nominata presidente ad interim.
Nel gennaio 2020, il Tribunale Supremo Elettorale ha indetto le nuove elezioni presidenziali e parlamentari per il successivo 3 maggio, poi rinviate al 18 ottobre a causa della pandemia di COVID-19.

## Risultati
| Candidati             | Liste                                  | Voti      | %     | Seggi  | Seggi  |
| Candidati             | Liste                                  | Voti      | %     | Camera | Senato |
| --------------------- | -------------------------------------- | --------- | ----- | ------ | ------ |
| Luis Arce             | Movimento per il Socialismo            | 3.394.052 | 55,10 | 75     | 21     |
| Carlos Mesa           | Comunità Cittadina                     | 1.775.953 | 28,83 | 39     | 11     |
| Luis Fernando Camacho | Creemos                                | 862.186   | 14,00 | 16     | 4      |
| Chi Hyun Chung        | Fronte per la Vittoria                 | 95.255    | 1,55  | -      | -      |
| Feliciano Mamani      | Partito Azione Nazionale della Bolivia | 31.765    | 0,51  | -      | -      |
| Totale                | Totale                                 | 6.159.211 |       | 130    | 36     |
| Schede bianche        | Schede bianche                         | 91.419    |       |        |        |
| Schede nulle          | Schede nulle                           | 233.378   |       |        |        |
| Totale                | Totale                                 | 6.484.008 |       |        |        |